# Idioma mlabri
El mlabri es una lengua hablada por el pueblo mlabri en la zona fronteriza entre Tailandia y Laos.
Se suele clasificar como una lengua khmuica, un subgrupo de las lenguas austroasiáticas. El lingüista Jørgen Rischel ha estudiado la lengua y ha descrito sus peculiaridades en varios trabajos. Divide la lengua en tres variedades: una hablada por un pequeño grupo en Laos y antes llamada yumbri, y otras dos habladas por grupos más grandes en Tailandia. Se diferencian en la entonación y en el léxico.
Aunque es posible contar hasta diez en mlabri, sólo los numerales uno y dos pueden utilizarse para modificar un sustantivo, y la palabra para «dos» tiene usos más parecidos a los de «par» o «pareja» en inglés que a los de un numeral.

## Fonología
El mlabri distingue el redondeo en sus vocales posteriores. No tiene los sistemas de registro de otras lenguas austroasiáticas. 
| Anterior | Posterior     | Posterior  |
| Anterior | no redondeada | redondeada |
| -------- | ------------- | ---------- |
| i        | ɯ             | u          |
| e        | ɤ             | o          |
| ɛ        | ʌ             | ɔ          |
| a        |               |            |

Todas las vocales son largas y cortas. La /a/ va delante de las consonantes palato-alveolares y puede acercarse a [ɛ]. También hay una vocal muy corta /ɪ/ que tiene una distribución limitada. Las schwas ocurren en sílabas pretónicas, pero pueden ser epentéticas. Hay varios diptongos. 
Las consonantes incluyen las dos oclusiones implosivas /ɓ/ y /ɗ/, atestiguadas en palabras como ɓuʔ «lento» y ɗɤŋ «poder». Estas aparentes oclusiones implosivas podrían analizarse como oclusiones preglotalizadas, ya que la preglotalización también se utiliza para las sonantes. Las consonantes también incluyen sonorantes sordas, como en m̥ɛʔ «nuevo», n̥taʔ «cola», ŋ̊uh «sentarse», l̥ak «(no hay) ninguno» o w̥ep «hombro». Podría analizarse como una secuencia de /h/ y una sonora. 
|             |             | Labial | Alveolar | Palatal | Velar | Glotal |
| ----------- | ----------- | ------ | -------- | ------- | ----- | ------ |
| Obstruyente | aspirada    | pʰ     | tʰ       | cʰ ~ s  | kʰ    | h      |
| Obstruyente | tenue       | p      | t        | c       | k     | ʔ      |
| Obstruyente | sonora      | b      | d        | ɟ       | ɡ     |        |
| Obstruyente | glotalizada | ʔb ~ ɓ | ʔd ~ ɗ   |         |       |        |
| Nasal       | sonora      | m      | n        | ɲ       | ŋ     |        |
| Nasal       | muda        | m̥      | n̥        | ɲ̥       | ŋ̊     |        |
| Sonorante   | sonora      | w      | l, r     | j, j    |       |        |
| Sonorante   | muda        | w̥      | l̥, (r̥)   |         |       |        |
| Sonorante   | glotalizada | ʔw     | ʔj       |         |       |        |

El sonido /r̥/ sólo está atestiguado en sílabas menores. 
El mlabri tiene un conjunto diferente de consonantes que aparecen al final de las sílabas, incluyendo las sonantes aspiradas /lʰ, rʰ, jʰ/. La segunda es un trino y la tercera es más postalveolar que palatal. Otras consonantes finales son /p t c k ʔ m n ɲ ŋ h l r j w/

## Otras lecturas
- Rischel, Jørgen, Minor Mlabri. A Hunter-Gatherer Language of Northern Indochina, 1995, ISBN 87-7289-294-3.
- Rischel, Jørgen, Pan-dialectal databases: Mlabri, an oral Mon–Khmer language, 2004 May, Lexicography Conference, Chiangmai.
- Schliesinger, Joachim, Ethnic Groups of Laos, vol. 2, White Lotus 2000, ISBN 974-480-036-4